# 카슬라노

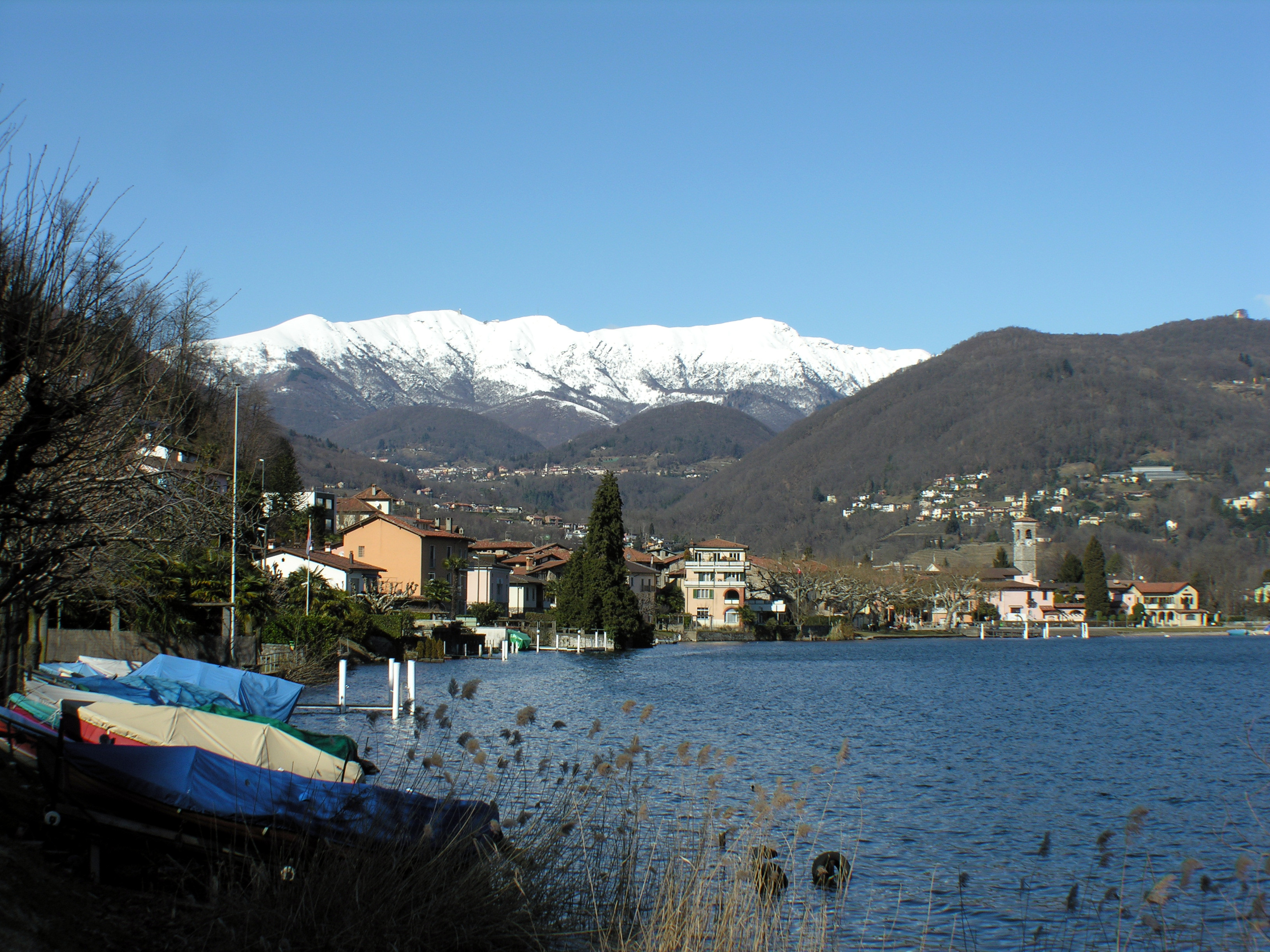
카슬라노

카슬라노(이탈리아어: Caslano)는 스위스 티치노주에 위치한 도시로 면적은 2.84km2, 높이는 272m, 인구는 4,373명(2017년 3월 기준), 인구 밀도는 1,500명/km2이다. 루가노호 우측에 자리잡고 있으며, 이탈리아 국경과 가까운 지점에 위치한다.

시 문장